# ウェルネリアン自然史協会
ウェルネリアン自然史協会（Wernerian Natural History Society）またはウェルネリアン協会は、19世紀の前半のイギリスにあった博物学の学会である。1808年に創立された。エディンバラ王立協会の科学に関する分野の組織であった。機関誌、"Memoirs of the Wernerian Natural History Society"には鉱物学、植物、昆虫や科学的探検など広い分野の論文が掲載された。
会の名前はドイツの地質学者、アブラハム・ゴットロープ・ウェルナー（ヴェルナー）から命名された。ウェルナーは岩石は全て海洋の底に堆積して出来たものであるとする水成岩起源説（水成論）を主張した地質学者である 。

## 歴史
エディンバラ大学の博物学の欽定教授ロバート・ジェイムソンが設立し、終身会長を務めた。ジェイムソンは1800年にドイツのフライベルク鉱山学校でウェルナーのもとで1年間学んだ。1808年1月12日に協会は設立され、最初の会合は3月2日に開催された。1811年から1839年の間、8巻の論文誌、"Memoirs of the Wernerian Natural History Society"が発行された。1839年から"Edinburgh New Philosophical Journal"に議事録が発表された。当時の有名な科学者が会員となった。
1854年に没したジェームソンの健康の衰えによって、1850年から1858年の間、会合は開かれず、1858年に協会は活動を終止し資産を処分し1858年4月16日に閉鎖された。
会員は「M.W.S.」のポスト・ノミナル・レターズが用いられた。

## 有名な会員

### 創立会員
1808年1月の創立会員:
名誉会員
- アブラハム・ゴットロープ・ウェルナー
- ジョゼフ・バンクス - 王立協会会長
- リチャード・カーワン - アイルランド王立協会会長

Resident
- ロバート・ジェイムソン, F.R.S.Edin. - エディンバラ大学博物学教授
- ウィリアム・ライト, M.D., F.R.S.S. A.L.S.
- Thomas Macknight, D.D., F.R.S.Edin.
- John Barclay, M.D., F.R.S.Edin., Lecturer in Anatomy
- トマス・トムソン, M.D., F.R.S.Edin.
- Stewart Murray Fullerton (別名. Fullarton)
- Charles Anderson, M.D., F.R.C.S.Edin., Leithの外科医
- Patrick Walker, Esq., F.L.S.
- Patrick Neill, A.M., A.L.S. (Secretary 1808-1849) [5]

### その後の会員
- ジョン・ハットン・バルフォア - エディンバラ王立植物園の学芸員
- Sir チャールズ・ベル - 医学者
- ロバート・ブラウン - 植物学者
- William Bullock - 博物学者、考古学者
- エドワード・ドノヴァン - アイルランドの動物学者、博物画家
- John Goodsir - 解剖学者
- Robert Graham - 植物学者
- ロバート・ノックス - 医師、自然科学者、
- レオポルド1世 - ベルギー国王
- William Lochead - 外科医、Saint Vincent Botanical Gardenの管理者
- ウィリアム・マクギリヴレイ - 博物学者、鳥類学者
- Sir James McGrigor　医師、軍医、植物学者
- Joseph Mitchell - 建築家
- Samuel Mitchill - アメリカ合衆国の医師
- フリードリッヒ・モース - 鉱物学者
- Alexander Monro, tertius - 医学者、解剖学者
- Sir ウィリアム・エドワード・パリー - イギリス海軍少将、北極の探検家
- Marc-Auguste Pictet - 気象学者
- William Scoresby - 極地探検家
- ロバート・スチーブンソン - 灯台技師
- Thomas Stewart Traill - 医師、自然科学者
- ジェームズ・ワット - 発明家
- ウイリアム・ウォラストン - 化学者、物理学者、天文学者